# Rocky Ford (Colorado)
Rocky Ford est une ville américaine située dans le comté d'Otero (Colorado) dans le Colorado.
La ville doit son nom à sa situation au niveau d'un gué (ford en anglais) de gravier, sur l'Arkansas.

## Démographie
| 1880 | 1890 | 1900  | 1910  | 1920  | 1930  |
| ---- | ---- | ----- | ----- | ----- | ----- |
| 47   | 468  | 2 018 | 3 230 | 3 746 | 3 426 |

| 1940  | 1950  | 1960  | 1970  | 1980  | 1990  |
| ----- | ----- | ----- | ----- | ----- | ----- |
| 3 493 | 4 087 | 4 929 | 4 859 | 4 804 | 4 162 |

| 2000  | 2010  | - | - | - | - |
| ----- | ----- | - | - | - | - |
| 4 286 | 3 957 | - | - | - | - |

Selon le recensement de 2010, Rocky Ford compte 3 957 habitants. La municipalité s'étend sur 1,67 milles carrés (4,33 km2).